# Bezymjanny
De Bezymjanny (Russisch: Безымянный; "naamloos") is een actieve stratovulkaan op het Russische schiereiland Kamtsjatka, op ongeveer 80 kilometer van de plaats Kljoetsji in het district Oest-Kamtsjatski.

## Locatie en structuur
De vulkaan bevindt zich in het centrale deel van het vulkanenmassief rond de Kljoetsjevskaja Sopka, dat onderdeel vormt van de Ring van Vuur en waartoe ook onder andere de Sjiveloetsj, Oesjkovski, Tolbatsjik en Kamen behoren. De vulkaan ligt op de zuidoostelijke helling van de uitgedoofde Kamen-vulkaan (4585 meter) en omvat de overblijfselen van een in 1956 verwoeste vulkaan (zuidoostelijk deel), een actieve stratovulkaan en een krater op de plaats van de verwoeste vulkaan met een diameter van 1,3 bij 2,8 kilometer en een diepte van 700 meter. De hoogte bedraagt 2866 meter, hetgeen tot 1956 nog 3075 meter was. Op de hellingen bevinden zich vele lavastromen en aan de zuidelijke en westelijke voet 16 koepelvulkanen. Sommige van deze vulkanen stammen uit de periode van voor de vorming van de Bezymjanny, andere zijn van recentere oorsprong.
De vulkaan bestaat vooral uit andesiet met gemiddelde hoeveelheden kalium. Deze andesiet is over het algemeen rijk aan augiet en hoornblende. De vulkaan produceert ook andesiet basalt en kleine hoeveelheden daciet. De hellingen zijn bedekt met lavastromen, die aan de voet worden overdekt door nog niet uitgeharde pyroclastische afzettingen.

## Uitbarstingsgeschiedenis
De vulkaan is vermoedelijk ontstaan op een oude vulkanische kegel, die actief was van het eind van het Pleistoceen tot het begin van het Holoceen. Deze voor-Bezymjaanse geschiedenis is gedateerd met behulp van de C14-datering op 11.000 tot 6.900 jaar geleden op basis van as en pyroclastisch materiaal, dat zich bevindt in de omgeving van de vulkaan. Het ontstaan van de huidige vulkaan wordt gedateerd op 4750 jaar geleden, toen de stratovulkaan werd gevormd en andesiet basalt begon uit te stoten. Na 2000 jaar een slapend bestaan te hebben geleid, vonden er opnieuw uitbarstingen plaats rond 3500 en 3300 jaar geleden.
Door het dateren van uitgeworpen materiaal en as met behulp van tefrochronologie en vergelijken van deze datering met as uit omliggende vulkanen, zoals de Sjiveloetsj, Ksoedatsj en Changar is vastgesteld dat de afgelopen 3000 jaar in drie perioden van activiteit kan worden opgedeeld; B1, B2 en B3:
B1 (2600 - 1700 jaar geleden) was een periode met sterke explosieve activiteit met uitstoting van basalt en andesiet basalt. B2 (1400 - 1050 jaar geleden ~ 600 - 900 na Chr.) was een periode met een hernieuwing van activiteit, waarbij kegels worden gevormd en lava en gloedwolken worden uitgeworpen. Aan het einde van deze periode was de hoogte van de vulkaan gestegen tot 3100 meter en was een krater van 500 meter doorsnede ontstaan. De vulkaan viel vervolgens opnieuw in slaap gedurende een lange periode. B3 (1955 tot nu) kwam na een periode van ongeveer duizend jaar zonder zichtbare activiteit. De Russen, die het gebied in de 18e eeuw koloniseerden, en latere vulkanologen waren in de veronderstelling dat de vulkaan was uitgedoofd.

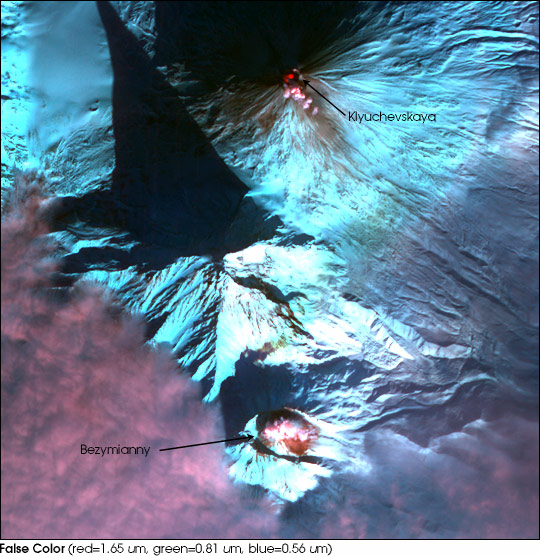
Uitbarsting in 2004 vanuit de ruimte. De Bezymjanny bevindt zich onder, met iets ten noorden daarvan de Kamen en nog noordelijker de Kljoetsjevskaja Sopka, die ook sterk actief is.

Op 29 september 1955 brak echter B3 aan, die zich inluidde met een serie van meer dan 1000 aardschokken in drie weken tijd. Op 22 oktober startte de uitbarsting met een gemiddeld zware explosie, die een aspluim meer dan 8 kilometer de lucht in blies. Tot december verspreidde de vulkaan asdelen met zeer fijne korrelgrootte over een radius van gemiddeld 60 kilometer. Door de interne druk werd de vulkaan met name aan de zuidoostzijde zover opgeblazen, dat een van de oude kegels meer dan 100 meter rees.
Na enige maanden van grote seismische activiteit hield de vulkaan de interne druk niet langer vol en op 30 maart 1956 om 5 uur 's middags werd de zuidoostzijde door een zware zijdelingse uitbarsting verpulverd en werd de top van de vulkaan met ruim 200 meter verlaagd. Een lawine van materiaal zorgde ervoor dat 0,5 kubieke kilometer materiaal naar beneden kwam en veroorzaakte daarbij een 'directe uitbarsting' doordat hierdoor magma aan de oppervlakte kwam te liggen. Bij de uitbarsting werd een pluim van as en scoria uitgestoten tot 40 kilometer hoogte. De uitbarsting richtte een ravage aan in 500 vierkante kilometer rond de vulkaan, bomen werden tot 20 kilometer van de vulkaan ontworteld en de bast van de bomen tussen 20 en 30 kilometer van de vulkaan vloog in brand. Door afdalend scoria ontstonden soms krachtige pyroclastische stromen die zich over grote gebieden verspreidden (een doorstroomde zelfs de Soechaja Chapistavallei op 18 kilometer afstand), hierbij vaak geholpen door lahars. Het gebied rond de vulkaan was onbewoond, zodat bij de uitbarsting geen menselijke slachtoffers vielen. De zijdelingse uitbarsting was te vergelijken met die van de Mount Saint Helens in de Verenigde Staten in 1980.
Sinds deze uitbarsting is de vulkaan veel actiever geworden, met vooral in 1984 en 1985 zware uitbarstingen en bijna elk jaar wel kleine uitbarstingen (34 in 50 jaar tijd). Er ontstaan kegels van dikke stroperige lava, die soms weer gedeeltelijk worden verwoest door lichtere uitbarstingen, die gepaard gaan met pyroclastische stromen, uitstoot van andesiet met augiet en vele fumarolen.